# Völva

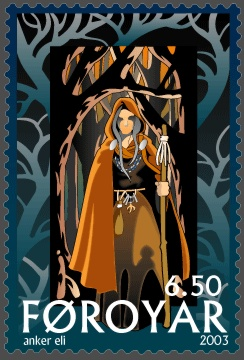
Imagem de uma Sacerdotisa Völva em um selo das ilhas Feroe

Vǫlva ou Völva (nórdico antigo: vǫlva) era na mitologia nórdica uma mulher vidente, que em êxtase profético podia ver o futuro. 

Uma dessas völvas nórdicas revelou ao deus Odin a criação e o fim do mundo (Ragnarök), segundo o poema Völuspá da Edda poética.

Era uma figura doce mas vigorosa, vestida simplesmente, mas com grande sabedoria do mundo.